# Bogna Drozdzowska
Bogna Monika Drozdzowska-Pluskiewcz (ur. 12 maja 1970 w Zabrzu) – polska lekarka, specjalistka w zakresie patomorfologii,  profesor nauk medycznych, od 2016 kierownik Katedry i Zakładu Patomorfologii Wydziału Nauk Medycznych w Zabrzu Śląskiego Uniwersytetu Medycznego.

## Życiorys
Córka Bogusława i Barbary. Absolwentka Liceum Ogólnokształcącego im. S. Staszica w Tarnowskich Górach. Po uzyskaniu świadectwa dojrzałości w 1989 roku rozpoczęła studia medyczne w Śląskiej Akademii Medycznej na Wydziale Lekarskim w Zabrzu, które ukończyła w 1995 roku. W 1996 roku odbyła staż w brytyjskich ośrodkach zajmujących się badaniami tkanki kostnej: Centre for Metabolic Bone Diseases (Univ. of Hull), Department of Biology (Univ. of York), Centre for Human Biology oraz Division of Clinical Sciences: Medical Physics (Univ. of Leeds).
W 1996 roku podjęła pracę jako pracownik naukowo-dydaktyczny w Katedrze i Zakładzie Patomorfologii w Zabrzu, gdzie od 2016 roku pełni funkcję Kierownika Katedry.
Uzyskała specjalizację I st. (1998) i II st. (2005) z patomorfologii.
Wielokrotnie otrzymała nagrody Rektora SUM w zakresie działalności naukowej i dydaktycznej. Laureatka konkursu Najlepszy Dydaktyk SUM w Katowicach za okres 2019/2020 – otrzymała statuetki w dwóch kategoriach: "Największy autorytet" oraz "Wykładowca przyjazny studentom".
Na bazie biogramu w CDDMiF, autor: Barbara Gruszka.